# أندريه لانجه

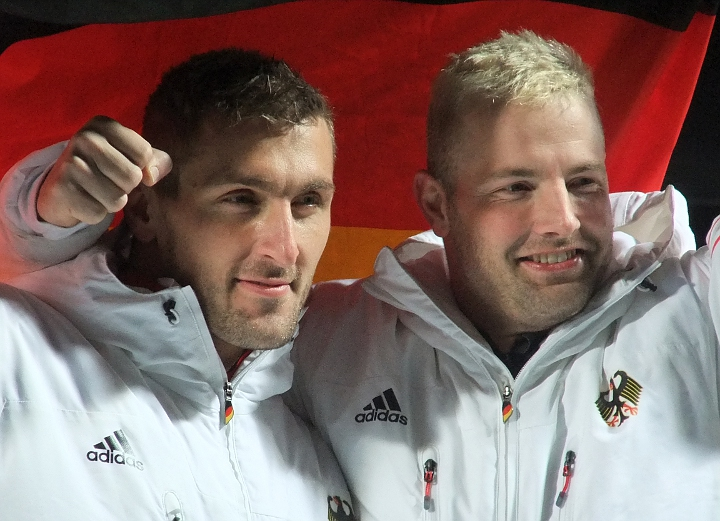
أندريه لانج (يمين) يحتفل مع كيفن كوسكي (يسار) بحصولهما على الميدالية الذهبية في رياضة الزلاجة الجماعية في دورة الألعاب الأولمبية لعام 2010.

أندريه لانجه (André Lange) هو لاعب أولمبي لرياضة زلاجة جماعية من ألمانيا. شارك في الأولمبياد الشتوي في 2002–2010، وفاز بما مجموعه 5 ميداليات.

## الميداليات
| ذهب | فضة | برونز | المجموع |
| 4   | 1   | 0     | 5       |

## روابط خارجية
- أندريه لانجه على موقع IBSF (الإنجليزية)
- أندريه لانجه على موقع اللجنة الأولمبية الدولية (الإنجليزية)
- أندريه لانجه على موقع أوليمبيديا (الإنجليزية)